# Mollitrichosiphum niitakaensis
Mollitrichosiphum niitakaensis är en insektsart. Mollitrichosiphum niitakaensis ingår i släktet Mollitrichosiphum och familjen långrörsbladlöss. Inga underarter finns listade i Catalogue of Life.